# Melanocarpus oblatus
Melanocarpus oblatus är en svampart som beskrevs av Guarro & Aa 1987. Melanocarpus oblatus ingår i släktet Melanocarpus, ordningen Sordariales, klassen Sordariomycetes, divisionen sporsäcksvampar och riket svampar.   Inga underarter finns listade i Catalogue of Life.